# Kristiansund BK
Kristiansund BK er en norsk fodboldklub fra Kristiansund. De spiller fortiden i Eliteserien.
Klubben blev etableret i 2003 fra de to rivaliserende klubber i Kristiansund Kristiansund FK og Clausenengen FK valgte at etablere et nyt elite hold.

## Eksterne links
- Klubbens officielle hjemmeside

## Fodnoter
| Fodbold | Spire Denne artikel om en fodboldklub er en spire som bør udbygges. Du er velkommen til at hjælpe Wikipedia ved at udvide den. |